# Parque Municipal do Goiapaba-Açu
O Parque Municipal do Goiapaba-Açu (oficialmente Parque Municipal Asturiano Benito Castaño) está localizado no distrito de Irundi, município de Fundão,  Espírito Santo, na divisa com o município de Santa Teresa. Abriga o Pico do Goiapaba-Açu. Sua estrada de acesso, de 6,5 km, está para ser pavimentada pela Petrobras, como condicionante para a construção do gasoduto Cacimbas-Vitória, que passa por Fundão.